# سوابق کاری (فیلم)
سوابق کاری (به لهستانی: Zyciorys) یک فیلم ۴۵ دقیقه‌ای به کارگردانی کریشتوف کیشلوفسکی است که در سال ۱۹۷۵ ساخته شده‌است. فیلم‌نامهٔ این فیلم توسط یانوش فاستین و کریستوف کیشلوفسکی نوشته شده‌است.

## خلاصه داستان
اعضای کمیتهٔ نظارت حزب کمونیست، یکی از اعضای حزب را بازجویی می‌کنند تا در مورد اخراج وی تصمیم بگیرند. فرد نقشی مشابه زندگی واقعی بازی می‌کند. ماجرای این داستان خیالی ولی کمیته واقعی است. در فیلم در مورد تصمیم نهایی کمیته چیزی گفته نمی‌شود.